# Ptyssiglottis hirsuta
Ptyssiglottis hirsuta är en akantusväxtart som beskrevs av Hallier f.. Ptyssiglottis hirsuta ingår i släktet Ptyssiglottis och familjen akantusväxter. Inga underarter finns listade i Catalogue of Life.